# Esprit d'équipe (film, 2006)
Pour les articles homonymes, voir Esprit d'équipe.
Pour plus de détails, voir Fiche technique et Distribution.
Esprit d'équipe (Strákarnir okkar) est un film islandais réalisé par Robert I. Douglas, sorti en France le 19 juillet 2006.

## Synopsis
Au cours d'un entretien avec une journaliste dans les vestiaires, le beau joueur de football professionnel, Ottar Thor, annonce son homosexualité à ses coéquipiers. Si cette annonce attire la presse locale, elle soulève également le désaccord de son père, de l'entraîneur de l'équipe et du principal financeur du club. Rejeté par son équipe, incompris par sa famille ainsi que par son fils dont il partage la garde avec son ex-femme alcoolique, il découvre alors l'existence d'une équipe de football constituée principalement d'homosexuels. Son intégration dans cette équipe va faire la réputation de celle-ci et gêner son ancienne équipe ainsi que père[style à revoir] : il est donc décidé d'organiser un match pour confronter l'ancienne et la nouvelle équipe d'Ottar Thor.

## Fiche technique
- Titre : Esprit d'équipe
- Titre original : Strákarnir okkar
- Titre anglais : Eleven Men Out
- Réalisation : Robert I. Douglas
- Scénario : Róbert I. Douglas et Jón Atli Jónasson
- Musique : Barði Jóhannsson et Mínus
- Photographie : G. Magni Ágústsson
- Montage : Ásta Briem et Róbert I. Douglas
- Production : Júlíus Kemp et Ingvar Þórðarson
- Société de production : The Icelandic Filmcompany, Solar Films et Film and Music Entertainment
- Société de distribution : Équation Distribution (France)
- Pays d'origine : Islande
- Format : Couleurs - 1,85:1 - Dolby Digital - 35 mm
- Genre : Comédie dramatique et romance
- Durée : 85 minutes
- Date de sortie : 19 juillet 2006

## Distribution
- Björn Hlynur Haraldsson : Ottar Thor
- Lilja Nótt Þórarinsdóttir : Gugga, l'ex-femme d'Ottar (alcoolique)
- Arnaldur Ernst : Magnus, le fils d'Ottar (13 ans)
- Helgi Björnsson : Pétur, l'entraîneur de l'équipe amateur
- Sigurður Skúlason : Eiríkur
- Þorsteinn Bachmann : Georg, le père de la fille gothique
- Björk Jakobsdóttir : Lára
- Pattra Sriyanonge : la fille gothique
- Marius Sverrisson : Starri
- Damon Younger : Brósi
- Nanna Ósk Jónsdóttir : Samsidanith (Sigga)
- Hilmar Jonsson : Viktor Ingi
- Pétur Einarsson : Björgvin
- Felix Bergsson : Dómari
- Erlendur Eiríksson : Alfreð
- Jón Atli Jónason : Orri, le frère d'Ottar